# Gentiaanlangsprietmot
De gentiaanlangsprietmot (Nemophora violellus) is een vlinder uit de familie van de langsprietmotten (Adelidae). De wetenschappelijke naam van de soort is voor het eerst geldig gepubliceerd door Herrich-Schäffer in 1851.
De spanwijdte van de vleugels is 10 tot 11 millimeter. De soort gebruikt de klokjesgentiaan als waardplant. 
De soort komt voor in Europa. In Nederland is de soort zeldzaam.